# Unterseeboot 715
L'Unterseeboot 715 ou U-715 est un sous-marin allemand (U-Boot) de type VIIC utilisé par la Kriegsmarine pendant la Seconde Guerre mondiale.
Le sous-marin fut commandé le 10 avril 1941 à Hambourg (H. C. Stülcken Sohn), sa quille fut posée le 28 mars 1942, il fut lancé le 14 décembre 1942 et mis en service le 17 mars 1943 de l'Oberleutnant zur See Helmut Röttger.
L'U-715 n'endommagea ou ne coula aucun navire au cours de l'unique patrouille (10 jours en mer) qu'il effectua.
Il fut coulé en Mer de Norvège par l'aviation canadienne, en juin 1944.

## Conception
Unterseeboot type VII, l'U-715 avait un déplacement de 769 tonnes en surface et 871 tonnes en plongée. Il avait une longueur totale de 67,10 m, un maître-bau de 6,20 m, une hauteur de 9,60 m et un tirant d'eau de 4,74 m. Le sous-marin était propulsé par deux hélices de 1,23 m, deux moteurs diesel Germaniawerft M6V 40/46 de 6 cylindres en ligne de 1400 cv à 470 tr/min, produisant un total de 2 060 à 2 350 kW en surface et de deux moteurs électriques Garbe, Lahmeyer & Co. RP 137/c de 375 cv à 295 tr/min, produisant un total 550 kW, en plongée. Le sous-marin avait une vitesse en surface de 17,7 nœuds (32,8 km/h) et une vitesse de 7,6 nœuds (14,1 km/h) en plongée. Immergé, il avait un rayon d'action de 80 milles marins (150 km) à 4 nœuds (7,4 km/h; 4,6 milles par heure) et pouvait atteindre une profondeur de 230 m. En surface son rayon d'action était de 8 500 milles nautiques (soit 15 700 km) à 10 nœuds (19 km/h).
L'U-715 était équipé de cinq tubes lance-torpilles de 53,3 cm (quatre montés à l'avant et un à l'arrière) qui contenait quatorze torpilles. Il était équipé d'un canon de 8,8 cm SK C/35 (220 coups) et d'un canon antiaérien de 20 mm Flak. Il pouvait transporter 26 mines TMA ou 39 mines TMB. Son équipage comprenait 4 officiers et 40 à 56 sous-mariniers.

## Historique
Il reçut sa formation de base au sein de la 5. Unterseebootsflottille jusqu'au 31 mai 1944, il rejoint son unité de combat dans 9. Unterseebootsflottille.
Sa première patrouille est précédée d'un court trajet de Kiel à Stavanger. Elle commence le 13 octobre 1943 au départ de Stavanger pour l'Atlantique Nord.

Le 13 juin 1944 à 10 h 30, seulement six jours après avoir quitté la base, l'U-715 est repéré en immersion, périscope sorti. Il fait surface et ouvre le feu avec son canon de pont. Il est aussitôt coulé, au nord-est des Féroé à la position 62° 55′ N, 2° 59′ O, par des charges de profondeurs d'un Consolidated PBY Catalina canadien du No. 162 Squadron RCAF (en).
36 des 52 membres d'équipage meurent dans cette attaque.

## Affectations
- 5. Unterseebootsflottille du 17 mai 1943 au 31 mai 1944 (Période de formation).
- 9. Unterseebootsflottille du 1er juin 1944 au 13 juin 1944 (Unité combattante).

## Commandement
- Kapitänleutnant Helmut Röttger du 17 mai 1943 au 13 juin 1944.

## Patrouille
|       | Commandant            | Départ      | Départ    | Arrivée      | Arrivée   | Jours    | Succès |
| ----- | --------------------- | ----------- | --------- | ------------ | --------- | -------- | ------ |
|       | Kptlt. Helmut Röttger | 27 mai 1944 | Kiel      | 30 mai 1943  | Stavanger | 4 jours  |        |
| 1     | Kptlt. Helmut Röttger | 8 juin 1944 | Stavanger | 13 juin 1944 | Coulé     | 6 jours  |        |
| Total | Total                 | Total       | Total     | Total        | Total     | 10 jours | 0 t    |

Note : Kptlt. = Kapitänleutnant